# Senador Vasconcelos
Senador Vasconcelos é um bairro da Zona Oeste do município do Rio de Janeiro.
Faz limites com os bairros de Campo Grande, Santíssimo e Senador Camará.
Seu IDH, no ano 2000, era de 0,802, o 90º melhor do município do Rio de Janeiro.

## História
A região fazia parte do traçado da Estrada Real de Santa Cruz. Sua história se confunde com a do bairro de Campo Grande, com limites entre as fazendas das Capoeiras e do Lameirão. Mais tarde, por ela passou a antiga Estrada Rio-São Paulo que, em viaduto, ultrapassava a linha férrea do Ramal de Mangaratiba (atual Ramal de Santa Cruz) da Estrada de Ferro Central do Brasil, onde foi instalada em 1914, a Estação Augusto Vasconcelos, em homenagem ao senador federal Augusto de Vasconcelos, falecido em 1915 e que deu, também, nome ao bairro. Como curiosidade, próximo à Igreja de São Pedro, na Avenida de Santa Cruz, existe uma estalagem onde o imperador Dom Pedro I costumava pernoitar para encontrar sua amante em suas viagens à Fazenda Real de Santa Cruz.    
Atualmente, o bairro possui uma estação de trem (Ramal de Santa Cruz) e possui um dos melhores índices de desenvolvimento humano da região.
Suas principais vias são: Estrada do Pré e Rua Artur Rios que o ligam a Campo Grande e Avenida Santa Cruz que liga o bairro à Realengo. 

## Dados
O bairro de Senador Vasconcelos faz parte da região administrativa de Campo Grande. Os bairros integrantes da região administrativa são: Campo Grande, Cosmos, Inhoaíba e Senador Vasconcelos.
A denominação, delimitação e codificação do bairro foi estabelecida pelo Decreto Nº 3158, de 23 de julho de 1981 com alterações do Decreto Nº 5280, de 23 de agosto de 1985.